# 佟兆宁
佟兆宁（？—？），正白旗汉军人，是一名清朝政治人物。监生出身。
佟兆宁曾于乾隆五十二年（1787年）接替张鸿恩任延平府知府一职，乾隆五十四年（1789年）由邓廷辑接任。